# Ratiboř (okres Jindřichův Hradec)
Ratiboř (německy Rotwurst) je obec v okrese Jindřichův Hradec v Jihočeském kraji. Žije zde 206 obyvatel. Ve vzdálenosti sedm kilometrů leží jihovýchodně město Jindřichův Hradec, šestnáct kilometrů západně Veselí nad Lužnicí, osmnáct kilometrů jihozápadně Třeboň a devatenáct kilometrů západně Soběslav.
Do území obce spadá rybník Velká Holná.

## Historie
Kdy a kým byla Ratiboř založena nikdo neví, ale první písemné zmínky jsou z roku 1265. Historici se domnívají, že počátky obce sahají mnohem hlouběji do minulosti, kdy ještě před založením města Jindřichův Hradec vedla tímto územím stará zemanská stezka z Rakouska do Čech. Stezka vedla: Landštejn – Nová Bystřice – Stráž nad Nežárkou – Stajka – Klenová – Samosoly – Tábor. Mezi Stajkou a Klenovou vedla skrz ratibořské území přes les Kornice. Kolem této významné stezky vznikala různé obranné tvrze a strážní místa. Tak vznikla i tvrz v Ratiboři, která bývá též nazývána Čestův hrádek. Nacházela se na kopci proti svaté Barboře. Dnes už z tvrze nezbylo vůbec nic. Jen místo si uchovalo název Hrad a povědomí o tom, že zde stával Čestův hrádek. Po založení Jindřichova Hradce (1293) se trasa stezky odklonila a Ratiboř ztratila na svém významu.

## Přírodní poměry
Severovýchodně od vesnice leží přírodní památka Matenský rybník.

## Obyvatelstvo
| Rok            | 1869 | 1880 | 1890 | 1900 | 1910 | 1921 | 1930 | 1950 | 1961 | 1970 | 1980 | 1991 | 2001 | 2011 | 2021 |
| -------------- | ---- | ---- | ---- | ---- | ---- | ---- | ---- | ---- | ---- | ---- | ---- | ---- | ---- | ---- | ---- |
| Počet obyvatel | 576  | 545  | 527  | 535  | 510  | 465  | 439  | 327  | 302  | 232  | 211  | 179  | 171  | 185  | 188  |
| Počet domů     | 62   | 63   | 65   | 67   | 70   | 74   | 82   | 83   | 80   | 72   | 62   | 81   | 85   | 93   | 99   |

## Obecní správa
Mezi lety 1850–1979 byl Ratiboř obcí v okrese Jindřichův Hradec. Od 1. ledna 1980 do 30. června 1990 patřil jako část obce k Hatínu a od 1. července 1990 je opět samostatnou obcí.

### Obecní symboly
Znak a vlajka byly obci uděleny rozhodnutím předsedy Poslanecké sněmovny Parlamentu České republiky dne 28. listopadu 2000.

## Pamětihodnosti
- Kostel svaté Barbory
- Zvonička na návsi
- Myslivna na svaté Barboře, naproti kostelu